# Гросенброде
Гросенброде (њем. Großenbrode) општина је у њемачкој савезној држави Шлезвиг-Холштајн. Једно је од 36 општинских средишта округа Остхолштајн. Према процјени из 2010. у општини је живјело 2.192 становника. Посједује регионалну шифру (AGS) 1055017, NUTS (DEF08) и LOCODE (DE GRO) код.

## Географски и демографски подаци
Гросенброде се налази у савезној држави Шлезвиг-Холштајн у округу Остхолштајн. Општина се налази на надморској висини од 16 метара. Површина општине износи 21,0 km². У самом мјесту је, према процјени из 2010. године, живјело 2.192 становника. Просјечна густина становништва износи 104 становника/km².